# Carex rhynchophysa
Carex rhynchophysa je druh jednoděložné rostliny z čeledi šáchorovité (Cyperaceae), rodu ostřice (Carex).

## Popis
Jedná se o rostlinu dosahující výšky nejčastěji 60–100 cm. Je vytrvalá, netrsnatá s dlouhými oddenky. Lodyha je trojhranná, dole hladká, nahoře drsná, kratší než listy. Listy jsou střídavé, přisedlé, s listovými pochvami. Čepele jsou nejčastěji 8–15 mm široké.. Bazální pochvy jsou rezavě hnědé až hnědé. Carex rhynchophysa patří mezi různoklasé ostřice, nahoře jsou klásky samčí, dolní klásky jsou pak převážně samičí (zřídka s nějakými samčími květy na vrcholu). Klásků je 7–11, z toho samčích 3–7, zbytek jsou klásky samičí. Samičí klásky jsou mnohokvěté, asi 3–7,5 cm dlouhé. Okvětí chybí. V samčích květech jsou zpravidla 3 tyčinky. Blizny jsou většinou 3. Plodem je mošnička, která je asi 6,5–7 mm dlouhá, žlutohnědá, hladká, na vrcholu s výrazným dvouzubým zobánkem, za zralosti mošničky víceméně rovnovážně odstávají. Každá mošnička je podepřená plevou, která je za zralosti žlutohnědá až hnědá, nahoře se světlým lemem.

## Rozšíření ve světě
Carex rhynchophysa roste ve Skandinávii a v severní části evropské části Ruska. Možná zasahuje na jihozápad až do Polska. Dále je rozšířena na Sibiři a Dálném Východě, je rozšířena i v Mongolsku, Číně, Koreji a v Japonsku
 V Severní Americe je široce rozšířen druh Carex utriculata. Autoři flóry Severní Ameriky oba druhy ztotožňují a jméno Carex rhynchophysa řadí do synonymiky pod Carex utriculata.. Pokud by se prokázalo, že jsou oba druhy na úrovni druhu totožné, muselo by se i pro evropské a asijské rostliny užívat jméno Carex utriculata. Obě ostřice jsou značně podobné druhu ostřice zobánkatá (Carex rostrata), která roste i v ČR.